# Алексей Федченко
Алексей Павлович Федченко (на руски: Алексе́й Па́влович Фе́дченко) е руски учен, биолог, географ и пътешественик, изследовател на Памир.

## Произход и младежки години (1844 – 1868)
Роден е на 7 февруари 1844 година в Иркутск (по други данни в Барнаул), Руската империя, в семейство на златотърсач, преселник от Украйна. През 1860 г. завършва със златен медал Иркутската гимназия и същата година умира баща му. След това той и майка му са материално поддържани от брат му Григорий, който по това време завършва Московския университет и работи като преподавател в техническо училище.
След завършване на гимназията и след смъртта на баща си, заедно с майка си, се преместват в Москва и Федченко постъпва във Физико-математическия факултет на Московския университет. Още като студент се увлича по ботаника. През 1863 г. заедно с брат си извършва своето първо пътешествие по солените езера на Южна Русия. В тази експедиция се увлича от ентомология и съставя много добра колекция от двукрили и ципестокрили насекоми, на базата на която по-късно публикува научна работа. Като студент в университета заедно с други приятели основава Дружество на любителите на естествознанието, антропологията и етнографията при Московския университет, става негов първи секретар, което способства за ръста на авторитета му в сериозните научни кръгове.
След дипломирането си през 1864 г. преподава естествознание в Николаевския институт, а след това започва работа в Московския университет като куратор на студентите.
На 2 юни 1867 г. Федченко се жени за Олга Александровна Армфелд, възпитаничка на Николаевския институт и дъщеря на професор в Московския университет, която редовно участва в следващите му многобройни експедиции в Памир като ботаник и художник. По време на сватбеното си пътешествие младоженците се занимават с антропологични изследвания в музея на Александровския университет в Хелзинки, а след това продължават изследванията си в Стокхолм.
В началото на 1868 г. Дружеството на любителите на естествознанието, антропологията и етнографията при Московския университет изпраща Федченко в Австрия, Франция и Италия, за изучаване на специални въпроси във връзка с предполагаемата командировка в Туркестан. Заедно с професор Богданов и зоолога Лейхарт организира на брега на Неаполитанския залив първата биоложка станция.

## Експедиционна дейност (1868 – 1871)
През октомври 1868 г., заедно със съпругата си, Федченко е командирован с разпореждане на Туркестанския генерал-губернатор за провеждане на географски и естествено-исторически изследвания в Средна Азия. От 1868 до 1871 г. извършва няколко експедиции в труднодостъпните райони на Памир, пустинята Къзълкум и Кокандското ханство.
През 1868 – 1870 г. изследва част от пустинята Къзълкум. През лятото на 1870 г. участва в експедицията на военния геодезист Август Иванович Скаси. През 1871 г. от Коканд се изкачва по река Исфара (130 км), проследява цялото ѝ течение и в горното ѝ течение, в източната част на Туркестанския хребет открива ледника Щуровски и редица върхове с височина до 5621 м. Изследвайки междупланинските дефилета се прехвърля на северния склон на Алайския хребет, след което се спуска в югоизточната част на Ферганската долина. По долината на река Исфайрамсай (122 км) пресича Алайския хребет и на юг от него открива огромния Заалайски хребет, простиращ се на 240 км по паралела, като доста точно определя средната му височина и някои от най-високите му върхове. Правилно определя, че хребетът е северната част на Памир. След това се спуска в Алайската долина, изследва я и я определя като високо приповдигнато плато. Изследва и протичащата по дъното на долината река Къзълсу и долното течение на река Муксу (двете съставящи на река Сурхоб, от басейна на Амударя) и доказва, че многоводността на Муксу се дължи на ледници, разположени на юг от Заалайския хребет. Оттам завива на североизток, отново пресича Алайския хребет, проследява на 40-ия паралел късия хребет Кичикалай (4954 м) и по долината на река Акбура се спуска в Ош. От Ош се насочва към Андижан, като по пътя провежда маршрутна топографска снимка. Оттам през Наманган и Чуст, оконтурява Ферганската долина (22 хил. км2) и завършва пътешествието си в Ташкент.
По този начин Федченко в основни линии изяснява орографията на района на юг от Ферганската долина. По време на експедициите си събира огромно количество сведения от зоогеографско, геоморфоложко, ботаническо, антропологично и етнографско естество. Съставя богат хербарий и колекции, наброяващи над 11 хил. вида растения, насекоми, птици и животни от региона. Наблюденията, изследванията и изводите на Федченко са от голямо значение за по-нататъшното изучаване на географията, геологията, глациологията, естествената история, икономиката, селското стопанство и медицината на Средна Азия.

## Последни години (1871 – 1873)
През ноември съпрузите Федченко се завръщат в Москва и се заемат с обработката на събраните материали. През май 1872 г. на Всеросийското политехническо изложение в Москва те представят с голям успех своя раздел, посветен на Туркестан. През септември същата година заминават за Франция, а след това в Лайпциг, където на Федченко и предложена работа в университетската лаборатория. През лятото на 1873 г. заедно с новородения им син пребивават в Хайделберг и Люцерн.
За да се подготви по-добре за новозаплануваната експедиция в Памир, Федченко решава да изучи планинския опит за изкачване на върхове в Алпите. В края на август пристига в планинското селце Шамони и започва подготовка за изкачване на Монблан. По време на изкачването на 2 септември на ледник, спускащ се от върха, ги застига снежна буря. Става му лошо и неговите 2 неопитни спътници слизат, за да търсят помощ. Когато помощта пристига, Федченко е вече мъртъв, починал едва на 29 години. Погребан е в Шамони, на гроба му е изписано „Ти спиш, но трудовете твои няма да бъдат забравени“ (на руски: „Ты спишь, но труды твои не будут забыты“).
След неговата преждевременна смърт съпругата му обработва огромното количество събрани материали и издава книгата „Путешествие в Туркестан А. П. Федченко“ (1872 – 1877; 1950). Освен че обработва и публикува изследванията на Федченко след неговата смърт, Олга Александровна предприема заедно със сина им още 4 пътешествия в Средна Азия и посвещава 17 години от живота си на изследването на тези райони.

## Памет
Неговото име носят:
- астероид Федченко, под № 3195;
- ледник Федченко (38°46′ с. ш. 72°17′ и. д. / 38.766667° с. ш. 72.283333° и. д.), най-големия планински ледник в Памир, Таджикистан.